# Suzu Hirose
Suzu Hirose (広瀬 すず Hirose Suzu?,  Shimizu-ku, Shizuoka, 19 de junio de 1998) es una actriz y modelo japonesa, afiliada a la agencia Foster. Su hermana mayor, Alice, también es modelo y actriz.

## Carrera
En 2015, Hirose obtuvo su primer papel importante interpretando a Suzu Asano en la película Umimachi Diary de Hirokazu Koreeda. En ella retrata a una adolescente de catorce años que es adoptada en la casa de sus medias hermanas mayores tras la muerte de su padre, a quien conocen por primera vez en el funeral. La película fue estrenada en el Festival de Cine de Cannes y compitió por la Palma de Oro; Hirose y el resto del elenco principal asistieron al evento. Por su actuación como Suzu fue galardonada con el Premio de la Academia Japonesa en la categoría "Recién llegado del año" y recibió el premio a "Mejor actriz nueva" en los Kinema Junpo, entre otros galardones. Hirose y Koreeda colaboraron nuevamente para el filme Sandome no Satsujin.
En marzo de 2016, Hirose apareció en la serie de películas Awesome de Norihiro Koizumi, en las cuales interpreta a una joven estudiante competitiva de karuta y obsesionada con el Hyakunin Isshu. Ese mismo año apareció en la adaptación en acción en vivo del manga Chihayafuru, interpretando a la protagonista Chihaya Ayase. A esta le seguiría una segunda parte titulada Shimo no ku, estrenada en abril, y obtuvo nominaciones a "Mejor actriz". Hirose retomó su papel en una tercera parte, Chihayafuru: Musubi, la conclusión de la trilogía, para la cual la filmación principal concluyó en junio de 2017 y se estrenó en 2018.

## Filmografía

### Películas
| Año  | Título                                                 | Papel                    | Director            | Notas     |
| ---- | ------------------------------------------------------ | ------------------------ | ------------------- | --------- |
| 2013 | The Apology King                                       |                          | Nobuo Mizuta        |           |
| 2014 | Hōkago Tachi: Lolita Nante                             | Rinko                    | Raita Kuramoto      |           |
| 2014 | Crows Explode                                          | Mie Uchida               | Toshiaki Toyoda     |           |
| 2015 | Umimachi Diary                                         | Suzu Asano               | Hirokazu Koreeda    | Principal |
| 2015 | Bakemono no Ko                                         | Kaede (voz)              | Mamoru Hosoda       |           |
| 2016 | Chihayafuru: Kami no Ku                                | Chihaya Ayase            | Norihiro Koizumi    | Principal |
| 2016 | Chihayafuru: Shimo no Ku                               | Chihaya Ayase            | Norihiro Koizumi    | Principal |
| 2016 | Rage                                                   | Izumi Komiyama           | Lee Sang-il         |           |
| 2016 | Shigatsu wa Kimi no Uso                                | Kaori Miyazono           | Takehiko Shinjō     | Principal |
| 2017 | Let's Go, Jets!                                        | Hikari Tomonaga          | Hayato Kawai        | Principal |
| 2017 | Sensei! ...Suki ni Natte mo ii Desuka?                 | Hibiki Shimada           | Takahiro Miki       | Principal |
| 2017 | Uchiage Hanabi, Shita Kara Miru ka? Yoko Kara Miru ka? | Nazuna Oikawa (voz)      | Akiyuki Shinbo      | Principal |
| 2017 | Sandome no Satsujin                                    | Sakie Yamanaka           | Hirokazu Koreeda    |           |
| 2018 | Laplace's Witch                                        | Madoka Uhara             | Takashi Miike       | Principal |
| 2018 | Chihayafuru: Musubi                                    | Chihaya Ayase            | Norihiro Koizumi    | Principal |
| 2018 | Sunny                                                  | Joven Nami               | Hitoshi Ōne         |           |
| 2019 | Lupin III: The First                                   | Laetitia (voz)           | Takashi Yamazaki    | Principal |
| 2020 | Last Letter                                            | Misaki Tōno / Ayumi Tōno | Shunji Iwai         |           |
| 2020 | Not Quite Dead Yet                                     | Nanase                   | Yoshimitsu Sawamoto | Principal |

### Televisión
| Año  | Título                             | Papel            | Cadena  | Notas                       | Ref.        |
| ---- | ---------------------------------- | ---------------- | ------- | --------------------------- | ----------- |
| 2013 | Kasukana Kanojo                    | Asuka Yuzuki     | KTV     |                             |             |
| 2013 | Take Five                          | Rui Sasahara     | TBS     |                             |             |
| 2013 | Gekiryū: Watashi o Oboete Imasuka? | Takako Midōhara  | NHK     |                             |             |
| 2014 | Bitter Blood                       | Shinobu Sahara   | Fuji TV |                             |             |
| 2014 | Fathers                            | Shinobu Koizumi  | TBS     | Episodio 3                  |             |
| 2014 | Tōkyō ni Olympic o Yonda Otoko     | Wada Mary Mariko | Fuji TV | Película para la televisión |             |
| 2015 | Gakkō no Kaidan                    | Tsubame Haruna   | NTV     | Principal                   |             |
| 2016 | Kaitō Yamaneko                     | Mao Takasugi     | NTV     |                             |             |
| 2018 | We Are Rockets!                    | Hikari Tomonaga  |         | ep. #1                      |             |
| 2018 | Anone                              | Harika Tsujisawa | NTV     | Principal                   |             |
| 2019 | Natsuzora                          | Natsu Okuhara    | NHK     | Principal                   |             |
| 2020 | Okehazama                          | Nōhime           | Fuji TV | Principal                   |             |
| 2025 | Asura                              | Sakiko Takezawa  | Netflix | Principal                   | [ 6 ] [ 7 ] |

### Shows de variedades
- Muse na Kimito. (BS-TBS, 8 de noviembre de 2012 - 15 de noviembre de 2012)
- Mohaya Kami Dane (Fuji TV, 17 de abril de 2013 - 18 de septiembre de 2013)

### Radio
- School of Lock! - Girls Locks! (Tokyo FM, 14 de octubre de 2013 - presente)
- Ghana presents - Hirose Suzu no Carnation Letter (Tokyo FM, 6 de mayo de 2014)
- Hirose Suzu no All Night Nippon Gold (Nippon Broadcasting System, 20 de marzo de 2015)

### Radio dramas
- Very Merry Christmas (Tokyo FM, 15 de diciembre de 2013), Kairi

### Web dramas
- Aoharu Online Beta (Shueisha)
  - "Aoharu Jikan Natsu" (5 de julio de 2013 – 8 de agosto de 2013)
  - "Suzu to no Aoi Haru" (6 de septiembre de 2013 – 25 de octubre de 2013)
- Kataomoi vol.12 (28 de octubre de 2013)
- Jadict "Lovely Hickey #14" (4 de noviembre de 2013)
- Ghost Band (10 de diciembre de 2013, Nestle Theater on YouTube)